# Cleòmenes II
Cleòmenes II (en llatí Cleomenes, en grec antic Κλεομένης "Kleoménes"), fou el 25è rei agida d'Esparta.
Era fill de Cleombrot I i germà d'Agesípolis II a qui va succeir l'any 370 aC. Va regnar més de 60 anys i va morir el 309 aC. Tot i el llarg regnat gairebé no es coneix res d'aquest període.
Va deixar dos fills: Acròtat, que va morir en vida del pare, i Cleònim. El va succeir Àreu I, fill d'Acròtat, segons diuen Plutarc, Diodor de Sicília i Pausànias.